# Jesenovec
Jesenovec is een plaats in de gemeente Zagreb in de Kroatische provincie Stad Zagreb. De plaats telt 444 inwoners (2001).